# Mikael Sundman
Carl Mikael Sundman, född 20 januari 1947 i Helsingfors, är en finländsk arkitekt. Han är son till kemiprofessorn Jacobus Sundman.
Sundman blev teknologie licentiat 1981. Efter arkitektexamen 1971 anställdes han vid stadsplaneverket i Helsingfors, där han utfört sitt huvudsakliga livsverk som gestaltare av centrala områden i huvudstaden. Han verkade 1967–1976 som assistent vid Tekniska högskolan, som speciallärare 1976–1989 och som timlärare vid Konstindustriella högskolan 1976–1981.
I sitt arbete har Sundman strävat efter mänskliga och fungerande stadsplaner; hans första större projekt var utformningen av Skatuddens sydöstra udde (tillsammans med Vilhelm Helander och Pekka Pakkala 1976); detta renderade honom jämte kollegerna statens arkitekturpris 1978. Han har också lett stadsplaneringen och gestaltningen av bland annat Västra Böle, Arabiastranden och Fiskehamnen.
Sundman gjorde sig redan under studietiden känd som en stridbar debattör och publicerade debattboken Vems är Helsingfors (tillsammans med Vilhelm Helander 1971, utkom på finska 1970), kort senare skriften Saneeraus suomalaisessa kaupungissa (1973) samt Stadier i stad (1980), C.L. Engel; kirjeet, brev, Briefe (1989) och Bertel Jung – en storstadsvisionär (1988).
Sedan 1990 är Sundman ordförande för Samfundet för byggnadskonst.